# Bahnhof Borna (b Leipzig)
Der Bahnhof Borna (b Leipzig) ist eine Betriebsstelle der Bahnstrecke Neukieritzsch–Chemnitz auf dem Gemeindegebiet von Borna in Sachsen. Von 1937 bis 1947 hatte zudem die heute abgebaute Bahnstrecke Borna–Großbothen hier ihren Ausgangspunkt. Das Empfangsgebäude ist denkmalgeschützt.

## Lage
Der Bahnhof liegt am Streckenkilometer 7,119 der Neukieritzsch–Chemnitz Hbf. Er befindet sich zwischen dem Speicherbecken Borna im Westen und dem Stadtgebiet von Borna im Osten. Die Station war Ausgangspunkt der Bahnstrecke Borna–Großbothen, deren Gleise ebenso wie die Anschlussgleise zu den ehemaligen Tagebauen und zum ersten Bornaer Bahnhof zurückgebaut wurden. Das ursprüngliche Bahnhofsgebäude von Borna befand sich an der Kreuzung der Bundesstraßen 176 und 93 nordöstlich des heutigen Standorts. Auf dem Areal befindet sich heute ein Supermarkt.

## Geschichte

### Bahnhofsname
Der Bahnhof trug während seiner Betriebszeit vier unterschiedliche Namensvarianten, im Einzelnen waren dies:
- bis 30. September 1901: Borna
- bis 30. Juni 1911: Borna bei Leipzig
- bis 21. Dezember 1933: Borna b Leipzig
- seit 22. Dezember 1933: Borna (b Leipzig)

Die DB Station&Service führt den Bahnhof seit 28. Mai 2000 als Bahnhof Borna (Leipzig), obwohl bahnamtlich keine Umbenennung erfolgte.

### Erster Bahnhof von Borna

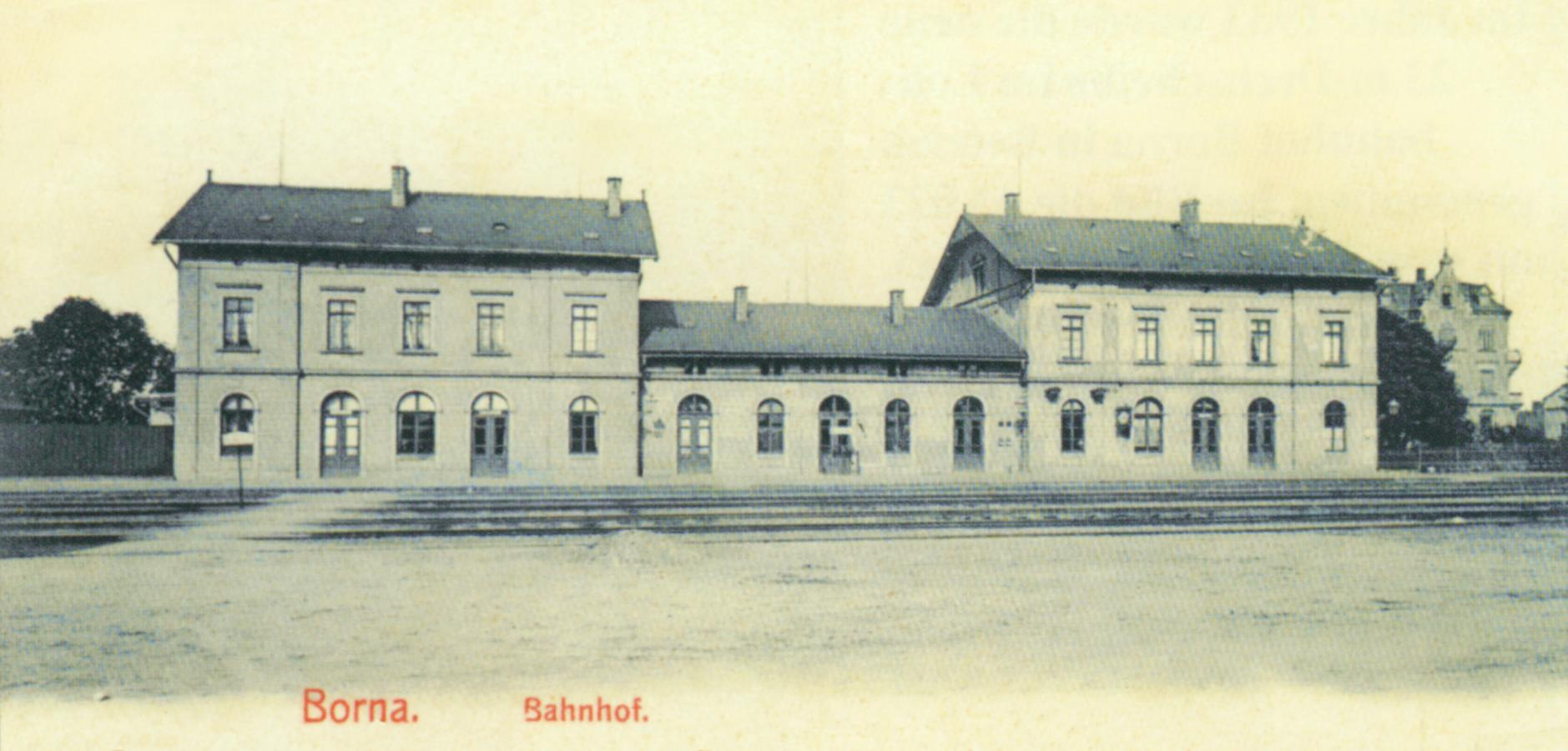
Alter Bahnhof von Borna, um 1900

Der ursprüngliche Bahnhof Borna als Endbahnhof der privaten Bahn wurde nahe dem Stadtzentrum errichtet und am 14. Januar 1867 eröffnet. ⊙ Seit dem 1. Oktober 1901 hieß die Station Borna bei Leipzig. Durch den Braunkohlenabbau sowie die Streckenverlängerung bis Chemnitz stieg die Bedeutung des Bahnhofs immer mehr an. Schon bald war eine erneute Erweiterung am bisherigen Standort (nahe der Kreuzung zwischen der heutigen B 93 und B 176) nicht mehr möglich. Deshalb wurde 1903/04 südwestlich des alten Standorts ein vollkommen neuer Bahnhof am Stadtrand gebaut. Das Empfangsgebäude des alten Bahnhofs wurde im Jahr 1991 durch Brand zerstört. Das gleiche Schicksal traf den Güterschuppen im Jahr 1996.

### Heutiger Bahnhof von Borna
Am 1. Oktober 1904 wurde der heutige Bahnhof von Borna in Betrieb genommen, der alte Bahnhof diente fortan als Anschlussbahn noch dem Güterverkehr. Neben Anschlussbahnen zu verschiedenen Braunkohlentagebauen entstand auch eine Lokstation mit einem zweiständigen Heizhaus. Fortan waren hier verschiedene Rangierloks stationiert.
In den folgenden Jahrzehnten wuchs der Bahnhof weiter. Seit dem 1. Juli 1911 hieß die Station Borna b Leipzig, ab dem 22. Dezember 1933 Borna (b Leipzig). Letzte größere Baumaßnahmen fanden in den 1930er Jahren mit dem Bau der Bahnstrecke Borna–Großbothen statt. Die Strecke zweigte zwar erst am Bahnhof Neukirchen-Wyhra aus, die Züge verkehrten aber von und bis Borna. Bereits nach zehn Betriebsjahren wurde das zweite Streckengleis mit der »Querbahn« nach Großbothen als Reparationsleistung für die Sowjetunion wieder abgebaut.
Nach dem Ende des Zweiten Weltkriegs erfuhr der Bahnhof Borna (b Leipzig) erneut eine Verkehrssteigerung, da kaum noch ausländische Brennstoffe zur Verfügung standen. Die Brikettfabrikation um Borna erreichte in den 1960er Jahren ihren Höhepunkt. Täglich wurden über 10 Ganzzüge mit Briketts oder Rohbraunkohlen abgefahren. Mit der Elektrifizierung des Abschnittes Leipzig–Borna wurde der Bahnhof zudem Lokwechselstation.
Nach 1989/90 setzte ein rapider Niedergang des Bornaer Bahnhofs ein, noch in der ersten Hälfte der 1990er Jahre schlossen alle Brikettfabriken des Umlandes, somit brach der Güterverkehr fast vollständig zusammen. Heute findet kein Güterverkehr mehr statt, auch wurden die Gleisanlagen stark zurückgebaut. Einzig das Empfangsgebäude wurde saniert. Seit 1992 ist der Bahnhof Borna (b Leipzig) an das Netz der S-Bahn Leipzig angebunden. Zunächst verkehrte stündlich ein Zug der Linie S1 über Gaschwitz nach Leipzig. Die Teilstrecke von Borna bis Geithain wurde im Sommer 2010 elektrifiziert, so dass die ehemals von Leipzig über Borna nach Geithain verkehrende Nahverkehrslinie MRB 2/70 mit Eröffnung des nur elektrisch befahrbaren City-Tunnels Leipzig im Dezember 2013 als S-Bahn-Linie S4, heute als S6 in das Netz der S-Bahn Mitteldeutschland einbezogen werden konnte.

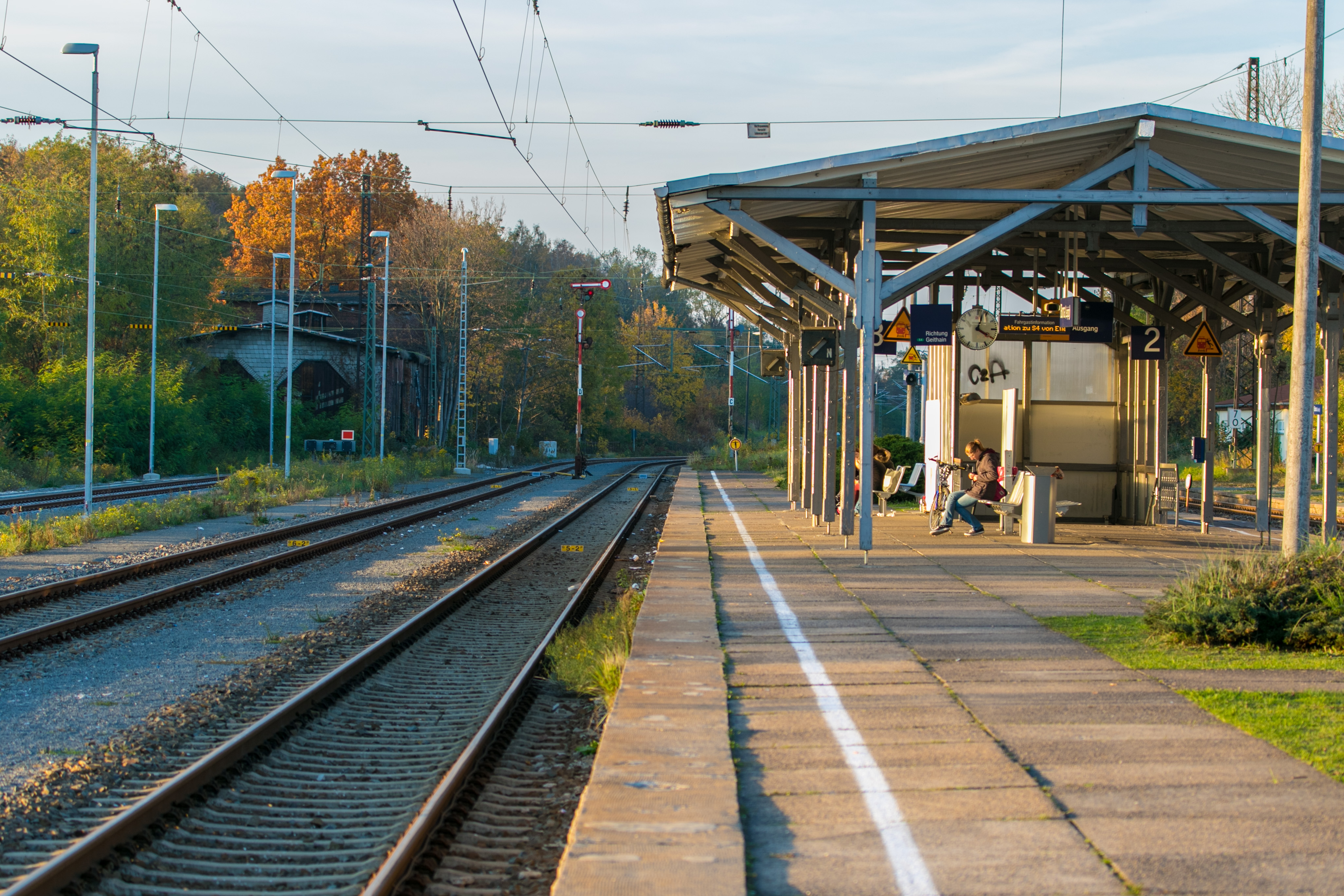
Mittelbahnsteig vor der Sanierung

Die Verkehrsstation Borna wurde seit dem Mai 2021 für insgesamt rund 16 Millionen Euro saniert. Die Sanierung wurde im Dezember 2022 offiziell abgeschlossen. Seitdem können alle drei Bahnsteige barrierefrei über eine Unterführung mit angeschlossener Rampe erreicht werden. Ein stufenfreier Ein- und Ausstieg in die Bahnen ist erstmals von allen drei Bahnsteigen aus gewährleistet. Die Wetterschutzhäuschen und die Treppeneinhausungen wurden in diesem Zuge, ebenso wie die Rampenanlage und die Unterführung, vom Bornaer Künstler Michael Fischer-Art gestaltet.
Das Empfangsgebäude des Bahnhofs beherbergt, neben einer Personaleinsatzstelle der Deutschen Bahn und einem DB Reisezentrum, ein asiatisches Restaurant und Wohnungen.